# 坊主

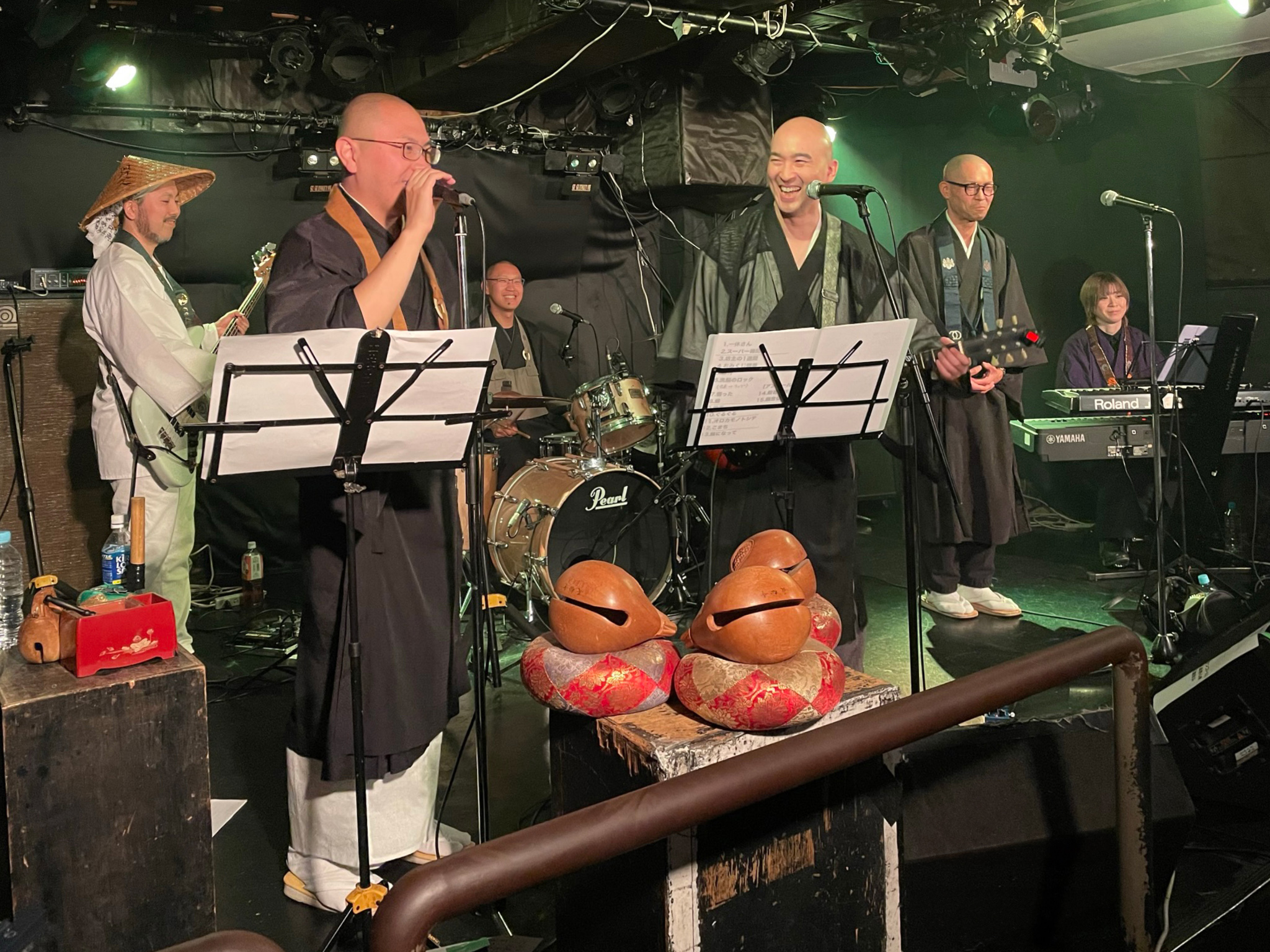
「坊主バンド」。現役の僧侶によるライブ。2023年

坊主 （ぼうず）とは僧のこと。

## 概要
「坊主」とは、「房主」と書くのが本来である。始めは僧房の主（あるじ）のこと、つまり一坊の主としての住持や住職のみを指していた。これに対して十分な経験を持ちながら、特定の房（坊）を持たない僧侶を法師と称して区別した。また、こうした坊主身分のことを特に坊主衆（ぼうずしゅう）とも称した。古典文芸作品では、坊主は小僧の対義語で、お寺で一番身分の高い僧侶である。日本では中世以来、次第に法師など住職以外の一般の僧の総称となった。したがって、本来は尊称であった。「坊さん」「お坊さん」と呼ぶのも、同じ語源による。
時代がたつと、僧形の者、髪を剃ったり短く刈ったりした者、また、毛のない頭やそれに見立てられるものをも広くさすようになる。法師は流浪の者が多く僧侶といえども髪や髭が伸びていることが多かったことの対比としての表現だった。武家時代に、大名などに仕えて、僧形で茶の湯など雑役をつとめた者も坊主と呼ばれ、その職掌によって茶坊主・太鼓坊主などと呼ばれた。また、男の子の愛称となったのは、昔、僧のように幼時に髪を剃っていた事からであろう。
なお、キリスト教伝来の当初には、宣教師を（南蛮）坊主と呼んだ事もあったという。

## その他
- 日本語で少年のこと。 「うちの坊主」のよう子供（男子）に使う。
  - 僧は髪を短くしている事が多いこと、立派になるため修行中であること、妻帯や飲酒が禁止であること、などの共通点から。
- 丸刈りのこと。
- 水商売で、お客が一人も来ない日（夜）のこと。
- 釣りで全く魚が釣れなかったこと。上記からの転用。
- 物流業界の用語で、何らかの理由で伝票が外れ、行き先が分からなくなった荷物のこと。
- タイヤの山が全くないこと[1]。
- 坊主 (米) - イネの品種。